# Toft Monks
Toft Monks est une paroisse civile et un village du Norfolk, en Angleterre.